# Tätort

Schwedisches Schild am Ortseingang

Mit den Begriffen tätort (schwedisch kurz für tätbebyggd ort), taajama (finnisch), tettsted (norwegisch Bokmål), tettstad (norwegisch Nynorsk) und byområde (dänisch) wird in den nordischen Ländern eine Siedlung oder Ansammlung von Häusern bezeichnet, die für statistische Auswertungen gemeinsam als Stadt bzw. Ortschaft erfasst werden. Die schwedischen, finnischen und norwegischen Begriffe bedeuten etwa „dicht bebauter Ort“ oder „Ortschaft“, die dänische Entsprechung bedeutet etwa „Stadtgebiet“ oder „Stadtumgebung“. Die Einteilung in tätorter ist von der Einteilung der politischen Gemeinden unabhängig: Gemeinden können mehrere tätorter umfassen, ebenso können tätorter über Gemeindegrenzen hinweg bestehen.

## Definition
1960 einigten sich die nordischen Länder auf folgende Definition:
Bei der Abgrenzung von dichtbebauten Gebieten werden auch unbewohnte Häuser berücksichtigt und solche Häuser, die ausschließlich als Arbeitsplatz genutzt werden. Hiervon ausgeschlossen sind jedoch landwirtschaftliche Wirtschaftsgebäude, sofern diese freistehend im Verhältnis zum Haupteigentum sind. […] Anstalten, wie Krankenhäuser oder Gefängnisse, die außerhalb des dichtbebauten Gebietes liegen, werden als tätort betrachtet, wenn das Personal mit Familienmitgliedern auf dem Gelände wohnt und diese Gruppe mindestens 200 Personen umfasst. […]

## Schweden
Auf der Grundlage dieser Definition des dichtbebauten Gebiets werden in Schweden vom Statistiska centralbyrån (Statistisches Zentralamt Schweden, SCB) alle fünf Jahre die tätorter („Stadtgebiete“) abgegrenzt, wobei die Abgrenzung der tätorter von der politischen Gliederung in Gemeinden (kommuner) völlig unabhängig ist. Manche tätorter erstrecken sich über Teile mehrerer Gemeinden. 2010 betraf dies 44 tätorter. Darunter erstrecken sich über mehr als zwei Gemeinden die vier tätorter Stockholm (zwölf Gemeinden), Göteborg (fünf Gemeinden: Göteborg, Mölndal, Partille, Ale und Härryda), Täby (drei Gemeinden: Täby, Danderyd und Sollentuna) sowie Gundal och Högås (Kungsbacka, Göteborg, Mölndal). Acht tätorter überschreiten nicht nur Gemeinde-, sondern auch Provinzgrenzen:
| Tätort              | Gemeinde (kommun) | Provinz (län)        | Fläche (ha) | Einwohner |
| ------------------- | ----------------- | -------------------- | ----------- | --------- |
| Billdal             | Kungsbacka        | Hallands län         | 716         | 6745      |
| Billdal             | Göteborg          | Västra Götalands län | 297         | 3544      |
| Gnesta              | Gnesta            | Södermanlands län    | 364         | 5485      |
| Gnesta              | Södertälje        | Stockholms län       | 22          | 77        |
| Gundal och Högås    | Kungsbacka        | Hallands län         | 55          | 252       |
| Gundal och Högås    | Göteborg          | Västra Götalands län | 12          | 66        |
| Gundal och Högås    | Mölndal           | Västra Götalands län | 12          | 66        |
| Kärsta och Bredsdal | Västerås          | Västmanlands län     | 20          | 230       |
| Kärsta och Bredsdal | Enköping          | Uppsala län          | 7           | 31        |
| Kvicksund           | Västerås          | Västmanlands län     | 212         | 995       |
| Kvicksund           | Eskilstuna        | Södermanlands län    | 99          | 773       |
| Kvillsfors          | Vetlanda          | Jönköpings län       | 87          | 500       |
| Kvillsfors          | Hultsfred         | Kalmar län           | 8           | –         |
| Skutskär            | Älvkarleby        | Uppsala län          | 691         | 5807      |
| Skutskär            | Gävle             | Gävleborgs län       | 36          | 329       |
| Valje               | Bromölla          | Skåne län            | 77          | 757       |
| Valje               | Sölvesborg        | Blekinge län         | 12          | 66        |

Zusätzliches Kriterium für die Einstufung als tätort neben der Mindesteinwohnerzahl von 200 ist ein Anteil ständig bewohnter Häuser von mindestens 50 Prozent. Dies ist oft nicht der Fall in Ortschaften mit höherem Anteil an Ferienhäusern, die seit 2005 als Ferienhausgebiete (schwedisch fritidshusområde) ausgewiesen werden und den Småortern gleichgestellt sind. 2005 gab es 39 solcher Ortschaften, oft im Einzugsbereich der Großstädte. Die größten (2010) waren Älgö in der Gemeinde Nacka mit 751 Einwohnern und Saltarö in der Gemeinde Värmdö mit 735 Einwohnern, beide bei Stockholm. Falls der Anteil ständig bewohnter Häuser 50 Prozent unterschreitet, gilt ein Ort dennoch als Tätort, wenn die „Tagesbevölkerung“ (schwedisch dagbefolkningen) die „Nachtbevölkerung“ (nattbefolkningen) um mindestens 10 Prozent übersteigt.
Im Jahre 2010 gab es in Schweden 1956 tätorter. Besonders bei der Ermittlung der Einwohnerzahlen wird zwischen kommun und tätort streng unterschieden. So hatte beispielsweise Luleå kommun am 31. Dezember 2010 74.178 Einwohner, Luleå tätort als zusammenhängendes Stadtgebiet und Hauptort der Gemeinde (schwedisch centralort) aber nur 46.607. Hauptorte einiger Gemeinden sind keine tätorter, sondern selbst Ortsteile größerer tätorter, beispielsweise Mölndal, das Stadtteil (tätortsdel) von Göteborg, aber zugleich Hauptort der Gemeinde Mölndal ist.

### Småort
Ortschaften, die nicht die Größe eines tätort erreichen, werden vom Statistiska centralbyrån als småorter (etwa „Kleinorte“) bezeichnet. Der Begriff beschreibt eine Ansammlung von Gebäuden mit 50 bis 199 Einwohnern und einer maximalen Entfernung von 150 Metern zwischen den Häusern. Gleichgestellt sind Ferienhausgebiete (fritidshusområde), auch wenn sie über 199 Einwohner haben, aber der Anteil an nicht ständig bewohnten Häusern (Ferienhäusern, fritidshus) mindestens 50 Prozent beträgt.
2010 gab es insgesamt 2920 småorter, 43 mehr als 2005. Neue småorter entstehen aus früheren tätorter durch Bevölkerungsrückgang oder, seltener, Veränderung der Einwohnerstruktur (siehe oben unter „Tätort“), andererseits durch Steigen der Bevölkerungszahl auf mindestens 50. Nicht mehr als småorter ausgewiesen werden Ortschaften infolge eines Bevölkerungsrückgangs unter 50 oder durch Zusammenschlüsse mehrerer småorter, manchmal zu einem neuen tätort, oder durch Zusammenwachsen mit einem bestehenden tätort oder Erreichen dieses Status durch Bevölkerungswachstum.
| Jahr | Anzahl | Veränderung | Neue småorter  | Neue småorter     | Keine småorter mehr | Keine småorter mehr |
| Jahr | Anzahl | Veränderung | Zuvor tätorter | Wachstum auf ≥ 50 | Nun tätorter        | Rückgang auf < 50   |
| ---- | ------ | ----------- | -------------- | ----------------- | ------------------- | ------------------- |
| 2000 | 2690   | …           | …              | …                 | …                   | …                   |
| 2005 | 2876   | + 186       | 42             | 355               | 59                  | 152                 |
| 2010 | 2920   | + 43        | 34             | 250               | 78                  | 163                 |

Den höchsten Bevölkerungsanteil in småortern weist (2010) Gotlands län mit gut 8,5 % auf, während es in Stockholms län nur 1,7 % sind. Die größte Anzahl von småortern (427) und die größte absolute Einwohnerzahl in diesen Orten weist Västra Götalands län auf. Gotlands län und Stockholms län nehmen zudem die erste und die letzte Position nach Bevölkerungsanteil außerhalb jeglicher tät- und småorter mit entsprechend 33,0 % und 2,7 % ein. Dabei war der Anteil in allen Provinzen gegenüber 2005 rückläufig.
Wie unter den tätortern gibt es auch unter småortern einige, die sich über mehrere Gemeinden erstrecken. 2010 waren es 30, die alle auf dem Territorium von zwei Gemeinden liegen (2005 noch 32, davon einer auf dem Territorium von drei Gemeinden). Drei småorter überschritten 2010 außerdem Provinzgrenzen:
| Småort      | Gemeinde (kommun) | Provinz (län)        | Fläche (ha) | Einwohner |
| ----------- | ----------------- | -------------------- | ----------- | --------- |
| Björkshult  | Högsby            | Kalmar län           | 12          | 66        |
| Björkshult  | Uppvidinge        | Kronobergs län       | 3           | 1         |
| Gustavsfors | Bengtsfors        | Västra Götalands län | 58          | 111       |
| Gustavsfors | Årjäng            | Värmlands län        | 5           | 4         |
| Lindshammar | Uppvidinge        | Kronobergs län       | 24          | 50        |
| Lindshammar | Vetlanda          | Jönköpings län       | 8           | 18        |

## Finnland
Auch in Finnland ist die Gliederung in Ortschaften (taajamat/tätorter) unabhängig von der Gemeindegliederung. Die Daten dazu werden vom Amt für Statistik (Tilastokeskus/Statistikcentralen) erhoben. Im Jahr 2010 gab es in Finnland 735 Ortschaften. Die meisten von ihnen waren recht klein, mehr als die Hälfte hatte weniger als 1000 Einwohner. Wegen der fortschreitenden Konzentrierung der Bevölkerung auf weniger, dafür aber größere Ortschaften ist deren Anzahl seit Jahrzehnten rückläufig. Vier Fünftel der Bevölkerung Finnlands lebt in Ortschaften, die zusammen nur knapp 2 % der Gesamtfläche des Landes einnehmen. Die sowohl einwohner- als auch flächenmäßig mit Abstand größte Ortschaft des Landes ist der Ballungsraum der Region Helsinki, die im Jahr 2010 mehr als 1,1 Millionen Einwohner zählte und sich über 638 km² auf dem Gebiet von 11 Gemeinden erstreckte. Andererseits gibt es Gemeinden mit mehreren Ortschaften und auch 11 Gemeinden ohne Ortschaft.

## Dänemark
Danmarks Statistik veröffentlicht jährlich zum ersten Januar die Bevölkerungszahlen der dort so genannten byer (dt.: „Städte“), deren Definition derer des tätorts bzw. dänisch byområde entspricht. Deren größte ist Hovedstadsområdet (dt.: „Hauptstadtgebiet“) mit 1.396.508 Einwohnern am 1. Januar 2025.

## Norwegen
Die norwegische Statistikbehörde Statistisk sentralbyrå (SSB) veröffentlicht jährlich aktuelle Zahlen zu Einwohnerzahlen, Fläche und Bevölkerungsdichte der tettsteder, wie tätorter im Norwegischen heißen. 